# Mixogaster currani
Mixogaster currani är en tvåvingeart som beskrevs av Hull 1954. Mixogaster currani ingår i släktet Mixogaster och familjen blomflugor. Inga underarter finns listade i Catalogue of Life.